# Pilot (Rick and Morty)
 For alternative betydninger, se Pilot (flertydig). (Se også artikler, som begynder med Pilot)
Pilotafnsittet af den amerikanske tegnefilmserie Rick and Morty blev skrevet af skaberne Dan Harmon og Justin Roiland, og instrueret af Justin Roiland. Afsnittet havde premiere på Adult Swim d. 2. december 2013. Serien introducerer protagonisterne Rick Sanchez, der er en alkoholiseret gal videnskabsmand og hans uskyldige teenage-barnebarn Morty Smith, og fortæller om deres farlige interdimensionelle eventyr, hvor de skal finde frø fra et Mega-træ. Politepisoden fik en positiv modtagelse og blev set af omkring 1,1 seere, da den blev sendt.